# Picaflors de la Sonda
El picaflors de la Sonda és una espècie d'ocell de la família dels dicèids (Dicaeidae) que habita boscos poc densos i conreus de Sumbawa i Flores, a les illes Petites de la Sonda.